# Ман Рэй
Ман Рэй (англ. Man Ray, имя при рождении — Эммануэль Радницкий; 27 августа 1890, Филадельфия — 18 ноября 1976, Париж) — французский и американский художник, фотограф и кинорежиссёр
, представитель сюрреалистической фотографии и фотографии Нового ви́дения. В 1999 году был признан журналом «Арт-Ньюз» одним из 25 наиболее влиятельных художников XX века.

## Биография

#### Детство и ранние годы
Старший сын еврейских эмигрантов (Мейлах Рудницкий и Маня Лурия) из Ковенской губернии. Родился в Филадельфии, штат Пенсильвания. В 1897 году семья переехала в Нью-Йорк, в 1912 году из-за постоянных антисемитских выпадов сменила фамилию на Рэй.
В 1908—1912 годах Ман Рэй изучал искусство в Нью-Йорке. Ман Рэй увлекся фотографией Альфреда Стиглица. В 1914 году познакомился с Пикабиа и Дюшаном. Благодаря Стиглицу Рэй познакомился с европейским авангардизмом.

#### Начало карьеры
Первая персональная выставка художника состоялась в Нью-Йорке (1915). В 1918 начал всерьёз заниматься фотоискусством и кинематографом, экспериментировал с различными технологиями (фотограмма (райография), соляризация и др.) Вместе с Марселем Дюшаном и Франсисом Пикабиа Ман Рэй основал нью-йоркское отделение дадаизма, выпустил первый и единственный номер журнала «Дада в Нью-Йорке» (1920). В 1920 году изобрёл новый художественный приём — аэрографию.

#### Ман Рэй и дадаизм
В 1921 переехал в Париж, где в том же году была проведена первая персональная выставка в галерее Six, организованная Филиппом Супо. Для неё он создал своё первое дадаистское произведение во Франции — «Подарок» (Le Cadeau). Его авторству принадлежит целый ряд других известных и ярких дадаистских предметов и инсталляций, созданных как самостоятельно, так и в соавторстве с другими художниками. В 1923 году он создал своё творение «Объект для уничтожения», который представлял собой обычный метроном, на маятник которого был прикреплён обрезок фотографии женского глаза.

#### Жизнь в Париже
Убедившись, что невозможно прожить зарабатывая только на творчестве, Ман Рэй приобретает фотокамеру и открывает студию.
Главной музой и возлюбленной Ман Рэя в 1920-х годов на протяжении семи лет была натурщица Алиса Прен, известная среди художников как Кики с Монпарнаса. В 1924 году он создаёт с ней одну из самых известных своих работ — фотографию «Скрипка Энгра» (серебряно-желатиновая печать, отретушированная карандашом и тушью. 31 × 24,7 см). На ней представлена обнажённая Кики, сидящая к зрителю спиной, на спину которой Рэй нанёс скрипичные эфы. Фотография отсылает к картинам ню лидера европейского академизма XIX века Жана Огюста Доминика Энгра, а также к связанному с художником фразеологизму «Скрипка Энгра». В мае 2022 года аукционный дом Christie’s продал снимок за $12,4 млн, что сделало её самой дорогой фотографией в истории.

#### Ман Рэй и сюрреализм
Вместе с Хансом (Жаном) Арпом, Максом Эрнстом, Массоном, Миро и Пикассо участвовал в коллективной выставке сюрреалистов в парижской галерее Пьер (1925). Особое внимание уделял концепции объекта и вещи. Снял несколько авангардистских фильмов (Морская звезда, по стихотворению Р.Десноса, и др.), а также снялся сам в знаменитом фильме Рене Клера «Антракт». Создал серию известнейших фотопортретов Эрика Сати, Джеймса Джойса, Гертруды Стайн, Жана Кокто, серию ню, для которой позировала молодая художница-сюрреалистка и одновременно подруга Ман Рея, Мерет Оппенгейм (1934). Вместе со своей ассистенткой Беренис Эббот открыл фотографию Эжена Атже, введя его в круг внимания сюрреалистов и более широкой публики. В 1934 году Ж. Т. Соби опубликовал альбом его фотографий, выполненных за последние 15 лет.

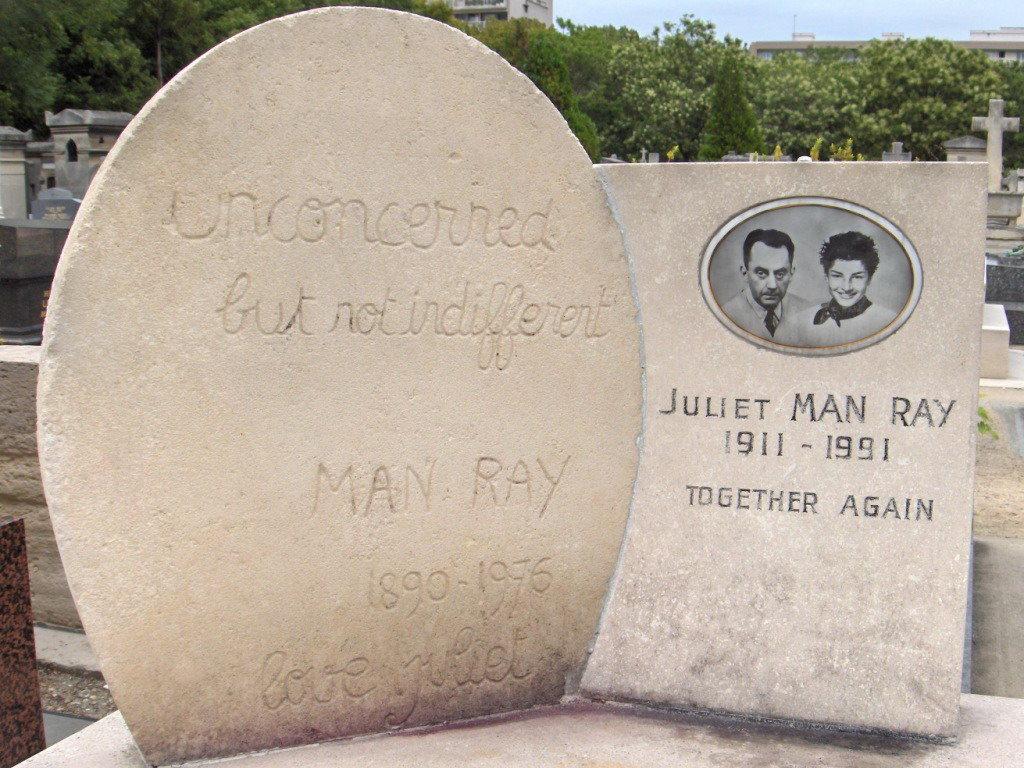
Могила Мана Рэя на кладбище Монпарнас

#### Возвращение в США
В 1940—1951 годах снова жил в США, преподавал живопись и фотографию. В 1946 году он женился на Жюльет Браунер с которой жил уже шесть лет. Вместе с Максом Эрнстом и Доротеей Таннинг они сыграли двойную свадьбу — пары были свидетелями друг у друга. В 1951 году вернулся в Париж и жил там вплоть до своей смерти. Ман Рэй считается одним из наиболее важных и известных корифеев современной фотографии. В 1963 году был принят в игровое сообщество авангардистов «Коллеж патафизики», созданное в память Альфреда Жарри. Похоронен на Кладбище Монпарнас. Супругой Мана Рэя Жюльет организован Фонд Мана Рэя, который владеет большой коллекцией его работ и авторскими правами. Дочь Мана Рея Анна Рэй является автором серии популярных книг о своём отце и его знаменитых друзьях, в частности, богато иллюстрированной книги об Эрике Сати.

## Фильмография

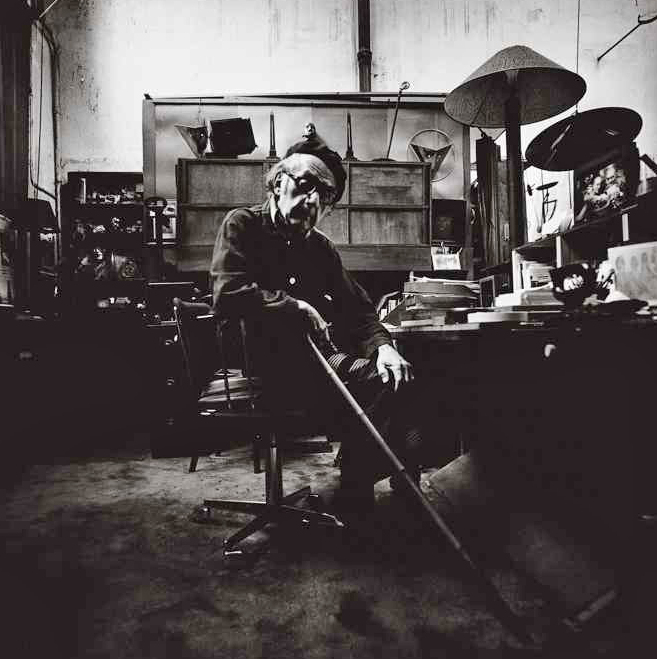
Лотар Воллех. Ман Рэй, 1975

- 1923 — Возвращение к разуму / Le Retour à la raison
- 1924 — О чём мечтают юные фильмы / À quoi rêvent les jeunes films
- 1924 — Антракт / Entr’acte
- 1926 — Оставьте меня в покое / Emak-Bakia
- 1928 — Морская звезда / L'Étoile de mer
- 1929 — Мистерии Замка Костей / Les Mystères du château de Dé
- 1935 — Essai de simulation de délire cinématographique
- 1947 — Сны, которые можно купить за деньги / Dreams That Money Can Buy

## Образ в кино
- 2011 — «Полночь в Париже» (реж. — Вуди Аллен) в роли Ман Рэя — Том Кордье.
- 2013 — «Опиум[фр.]» (реж. — Ариэль Домбаль) в роли Ман Рэя — Виржиль Брамли[фр.].